# Drøbak
Drøbak är en tätort på östra sidan av Drøbaksundet i Oslofjorden mellan Oslo och Moss i Norge. Drøbak är centralort i Frogns kommun i Akershus fylke och har 13 675 invånare.

## Historia
Drøbak och Frogn knoppades av som en egen församling från Ås socken genom kungligt dekret 8 september 1823.
Drøbak fick köpstadsrättigheter den 20 augusti 1842 och blev därmed en stad; den enda i Akershus fylke på den tiden. År 1962 bestämde Scheikommitéen att Drøbak skulle upphöra som egen kommun och räknas in i Frognskommun. 
Oslofjordens smalaste avsnitt är i Drøbaksundet. Vid stränga vintrar kan fjorden frysa igen innanför Drøbak ända upp till Oslo. Förr i tiden fungerade därför Drøbak som vinterhamn för Oslo.

### Andra världskriget och kryssaren Blücher
En viktig händelse i Drøbaks historia, var sänkningen av den tyska kryssaren Blücher under det tyska angreppet mot Norge morgonen den 9 april 1940. Kryssaren transporterade tyska soldater och byråkrater för det planerade övertagandet av makten i Oslo och Norge som helhet. Men kommendant Birger Eriksen på Oscarsborg festning, som ligger på västra sidan av Drøbaksundet, gav på eget initiativ ordern om att beskjuta kryssaren. Krigsskeppet blev sänkt och detta fördröjde den tyska erövringen av Oslo.

## Turism och kultur
Drøbak är bland annat känd som badort och har betydande turism. Staden har många pittoreska, gamla hus. De många konstgallerierna, småbutiker och utställningarna lockar många besökare till staden under sommaren. I hamnen finns också ett litet akvarium och en skulptur av tre sjöjungfrur.
Vid Badeparken ligger Drøbak kyrka, kallad Vår Frelsers kirke, som invigdes 29 oktober 1776. Kyrkan är inspirerad av Vår Frelses kirke i Kristiania (Oslo), den nuvarande Oslo domkyrka.

## Kända invånare
- Martin Schanche, rallycrossförare
- Kristin Størmer Steira, skidlöpare
- Svein Aaser, koncernschef på DnB Nor
- Anette Hoff, skådespelare
- Christer Falck, dokusåpakändis
- Mette Brandt Bjerknæs, Racerbåtförare Formula 2